# La Sentinelle
La Sentinelle é uma comuna francesa na região administrativa de Altos da França, no departamento do Norte. Estende-se por uma área de 3.89 km². Em 2010 a comuna tinha 3 142 habitantes (densidade: 807,7 hab./km²).